# Seznam rozhodčích finále mistrovství světa ve fotbale
Seznam rozhodčích finále mistrovství světa ve fotbale je seznam rozhodčích, kteří řídili finále mistrovství světa ve fotbale. Mezi lety 1930–2022 pískalo finále 22 hlavních rozhodčích.

## Seznam finále
| Jméno                | Národnost          | Rok     | Vítěz     | Skóre     | Finalista      | Datum             | Poznámky                                                                        |
| -------------------- | ------------------ | ------- | --------- | --------- | -------------- | ----------------- | ------------------------------------------------------------------------------- |
| John Langenus        | Belgie             | 1930    | Uruguay   | 4:2       | Argentina      | 30. července 1930 | První finále mistrovství světa ve fotbale                                       |
| Ivan Eklind          | Švédsko            | 1934    | Itálie    | 2:1       | Československo | 10. června 1934   | V době utkání mu bylo 28 let. Byl obviněn že nadržoval Italům.                  |
| George Capdeville    | Francie            | 1938    | Itálie    | 4:2       | Maďarsko       | 19. června 1938   |                                                                                 |
| George Reader        | Anglie             | 1950    | Uruguay   | 2:1       | Brazílie       | 16. července 1950 | Mistrovství světa ve fotbale 1942 a 1948 se nekonala kvůli druhé světové válce. |
| William Ling         | Anglie             | 1954    | SRN       | 3:2       | Maďarsko       | 4. července 1954  |                                                                                 |
| Maurice Guigure      | Francie            | 1958    | Brazílie  | 5:2       | Švédsko        | 29. června 1958   |                                                                                 |
| Nikolaj Latyšev      | Sovětský svaz      | 1962    | Brazílie  | 3:1       | Československo | 17. června 1962   | Údajně neuznal penaltu proti Brazilcům.                                         |
| Gottfried Dienst     | Švýcarsko          | 1966    | Anglie    | 4:2       | SRN            | 30. července 1966 |                                                                                 |
| Rudi Glöckner        | NDR                | 1970    | Brazílie  | 4:1       | Itálie         | 21. června 1970   |                                                                                 |
| Jack Taylor          | Spojené království | 1974    | SRN       | 2:1       | Nizozemsko     | 7. července 1974  |                                                                                 |
| Sergio Gonella       | Itálie             | 1978    | Argentina | 3:1       | Nizozemsko     | 25. června 1978   |                                                                                 |
| Arnaldo Cézar Coelho | Brazílie           | 1982    | Itálie    | 3:1       | Brazílie       | 11. července 1982 |                                                                                 |
| Romualdo Arppi Filho | Brazílie           | 1986    | Argentina | 3:2       | SRN            | 29. června 1986   |                                                                                 |
| Edgardo Codesal      | Mexiko             | 1990    | SRN       | 1:0       | Argentina      | 8. července 1990  |                                                                                 |
| Sándor Puhl          | Maďarsko           | 1994    | Brazílie  | 0:0 (3:2) | Itálie         | 17. července 1994 |                                                                                 |
| Said Belqola         | Maroko             | 1998    | Francie   | 3:0       | Brazílie       | 12. července 1998 |                                                                                 |
| Pierluigi Collina    | Itálie             | 2002    | Brazílie  | 2:0       | Německo        | 30. června 2002   | Považován za jednoho z nejlepších rozhodčí.                                     |
| Horacio Elizondo     | Argentina          | 2006    | Itálie    | 1:1 (5:3) | Francie        | 9. července 2006  |                                                                                 |
| Howard Webb          | Anglie             | 2010    | Španělsko | 1:0       | Nizozemsko     | 11. července 2010 | Ve finále MS rozdal 14 karet z toho jednu červenou.                             |
| Nicola Rizzoli       | Itálie             | 2014    | Německo   | 1:0       | Argentina      | 13. července 2014 | 6násobný Italský rozhodčí roku                                                  |
| Néstor Pitana        | Argentina          | 2018    | Francie   | 4:2       | Chorvatsko     | 15. července 2018 |                                                                                 |
| Szymon Marciniak     | Polsko             | 2022 () | Argentina | 3:3 (4:2) | Francie        | 18. prosince 2022 | Pískal také zápas Sparta-Slavia (v březnu 2022)                                 |